# Lockheed D-21

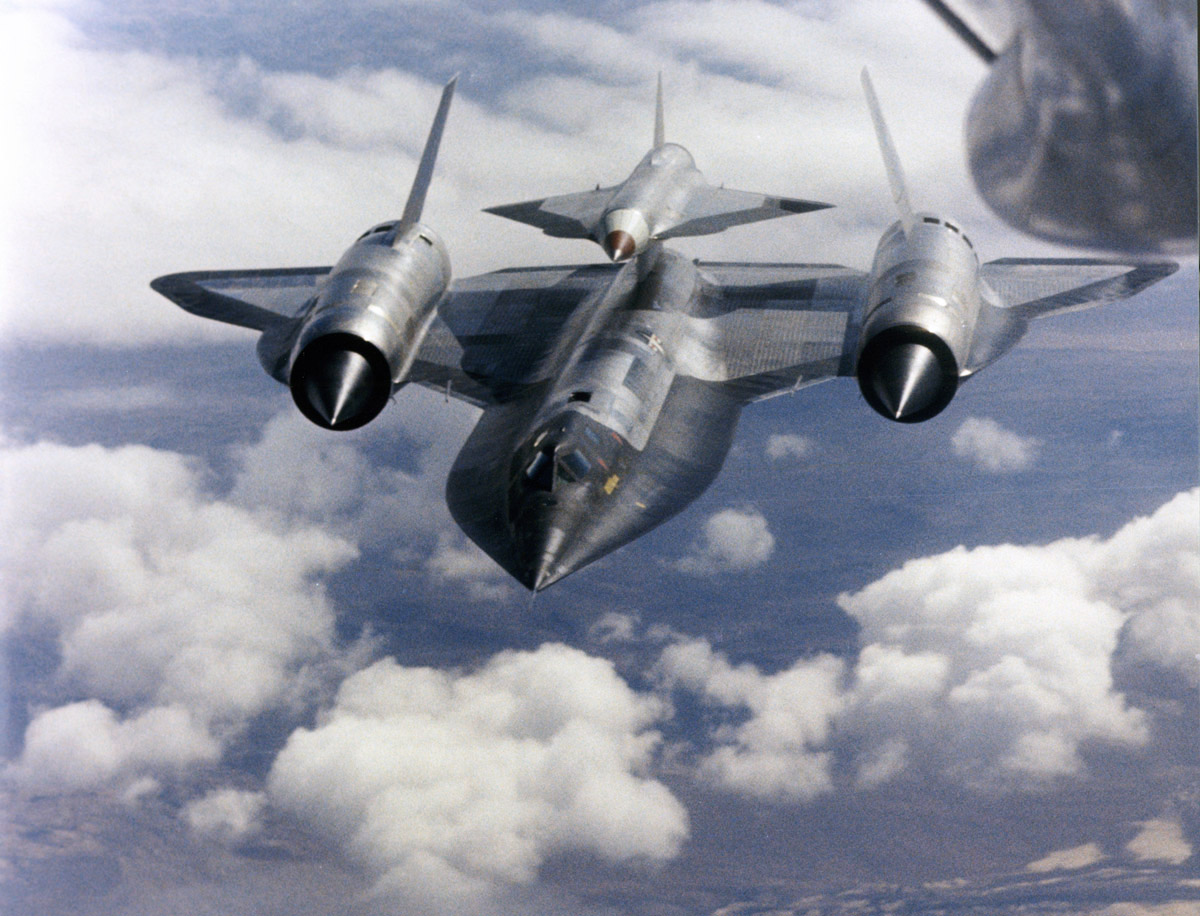
Lockheed M-21 с установленным D-21

Lockheed D-21 — американский разведывательный беспилотный летательный аппарат (БПЛА).

Предназначался для высотных разведывательных полётов и сброса контейнера с плёнкой в конце полёта, повторное использование D-21 не предполагалось. 
Оснащался прямоточным реактивным двигателем; был способен достигать скоростей более М=3,6 на высоте более 30 км и дальности более 2000 километров. 
5 марта 1966 года был выполнен первый пуск D-21A. 
Выведен из эксплуатации в середине 1970-х годов.
Послужил прототипом для D-21B с ракетным ускорителем, запускавшуюся с B-52H. После катастрофы M-21 и D-21A в августе 1966 года программа выпуска данного аппарата была закрыта. 
В статье журнала «Aviation Week & Space Technology» (от 31 октября 1977 года) сообщалось, что в 1964—1967 гг. были изготовлены 38 таких аппаратов. Причиной прекращения эксплуатации являлся выход из строя навигационной системы аппарата во время съёмок ядерных объектов КНР. В результате, бпла упал на территории СССР, предоставив Советскому Союзу как самые передовые технологии, так и аэрофотоснимки стратегических предприятий КНР. В настоящее время 24 таких аппарата находятся на стоянке центра хранения и утилизации ВВС на авиабазе Дэвис-Монтен.

## Lockheed D-21B
После крушения самолёта-носителя М-21, модификации A-12, был разработан вариант D-21 для запуска с B-52H. 

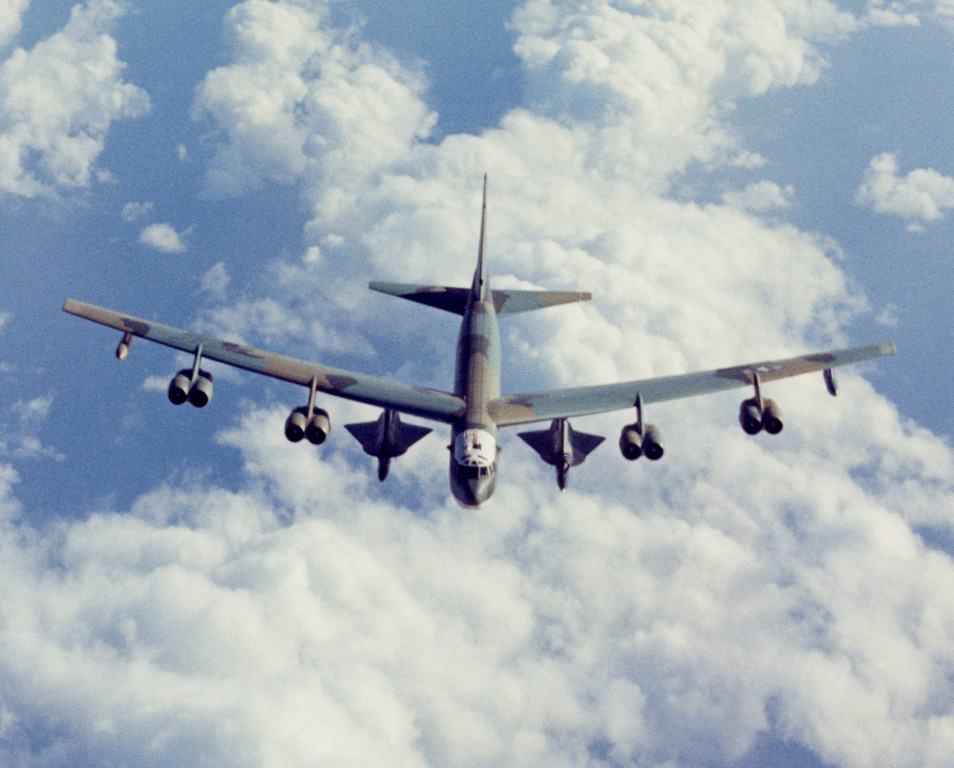
B-52 с подвешенной парой БПЛА Lockheed D-21

Всего по программе было осуществлено 17 пусков. Первый «боевой» запуск D-21B с B-52H произошёл 9 ноября 1969 года. Вылет закончился неожиданным казусом — после съёмки ядерного полигона у озера Лоб-Нор (Китай) разведчик не лёг на обратный курс, а продолжал полёт до выработки топлива (по другим данным — самоуничтожился). Он был найден в нескольких сотнях километров от полигона Тюра-Там (Байконур). Высокая оценка характеристик ЛА послужила основанием для Решения комиссии  Совета Министров СССР по военно-промышленным вопросам № 57 от 19 марта 1971 года о начале разработки аналогичного аппарата, которым стал проект БПЛА «Ворон» ОКБ Туполева. Его носителем должен был стать Ту-160. 

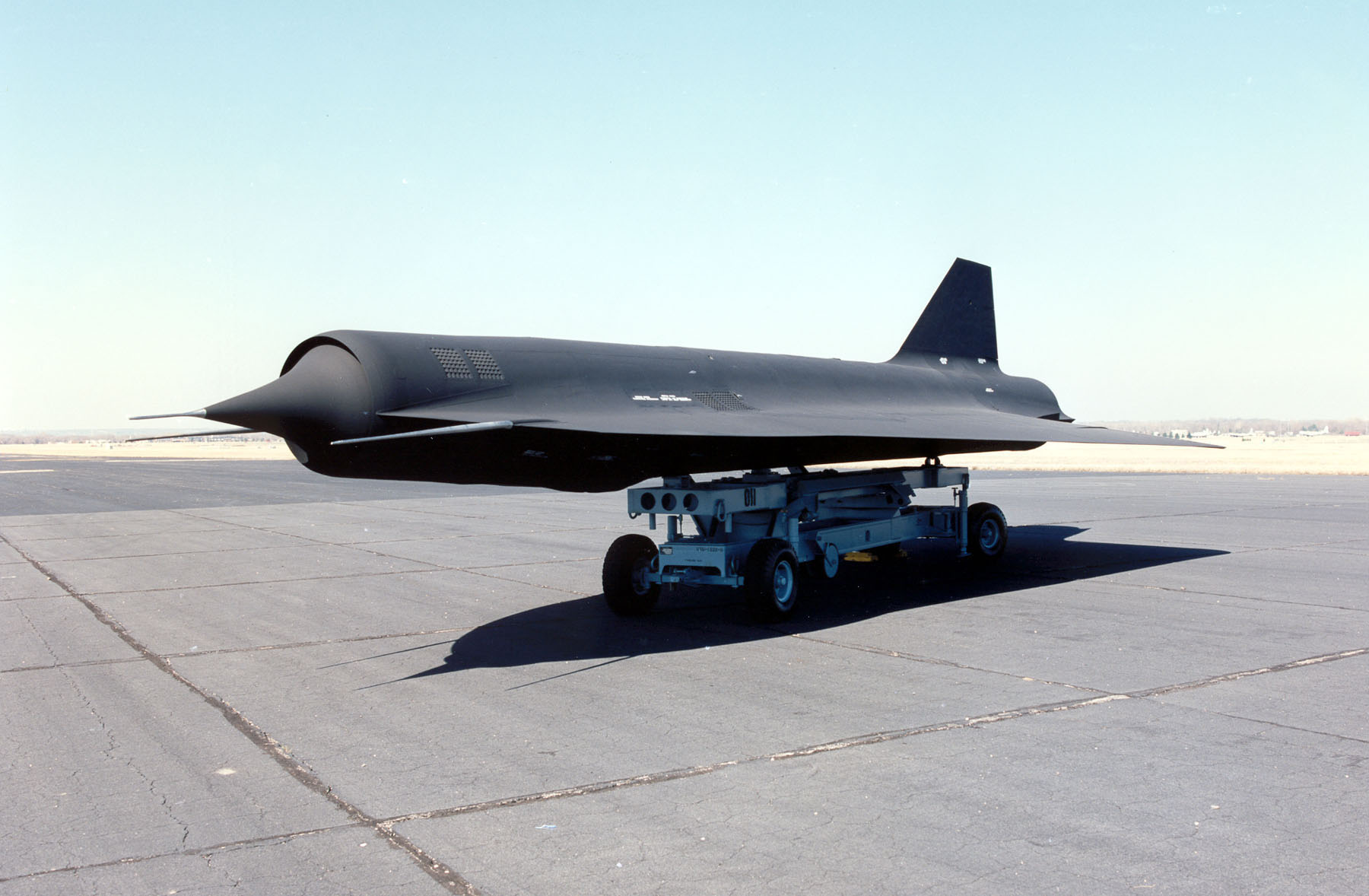
Lockheed D-21B

Всего было произведено 4 боевых вылета D-21B над территорией Китая. В 1973 году D-21B был снят с вооружения. Одноразовый титановый сверхскоростной самолёт не выдержал конкуренции с космическими разведывательными спутниками, цена (более 5 млн долларов) и малоудачное применение поставили точку в этом проекте.